# Paleoconservadurismo

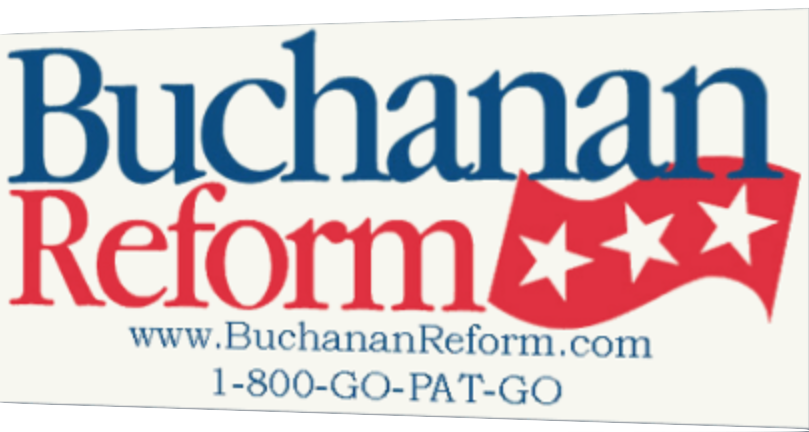
Campaña presidencial de Pat Buchanan en el 2000.

El paleoconservadurismo (a veces abreviado a paleo o paleocon cuando el contexto es claro) es un término que define una filosofía política conservadora originaria y prácticamente exclusiva de la angloesfera, más concretamente de Estados Unidos. El paleoconservadurismo se caracteriza por su defensa de la tradición cristiana protestante, por el regionalismo, el nacionalismo y el nacionalismo demográfico.
Según el analista Michael Foley, «los paleoconservadores presionan por restricciones a la inmigración, la oposición al multiculturalismo y el cambio demográfico a gran escala, la descentralización de la política federal, la restauración de los controles sobre el libre comercio, un mayor énfasis en el nacionalismo económico y no intervencionismo en la conducción de la política exterior estadounidense».
Chilton Williamson describe el paleoconservadurismo como «la expresión del arraigo: un sentido de lugar y de historia, un sentido de la persona derivado de los antepasados, los familiares y la cultura. Una identidad que es tanto colectiva como personal». El paleoconservadurismo no se expresa como una ideología y sus seguidores no se adscriben necesariamente a un partido político, aunque sus críticos han discutido esto.
El paleoconservadurismo nace en oposición a las políticas del New Deal implementadas por el presidente Franklin D. Roosevelt durante la década de los 30.

## Ideología
Entre las características del paleoconservadurismo se encuentra a favor de la restricción a la inmigración, la descentralización estatal, la defensa de los aranceles comerciales y el proteccionismo, defienden el nacionalismo económico además del aislacionismo y un retorno a los ideales conservadores tradicionales relacionados con el género, la cultura y la sociedad.
Los paleoconservadores actuales frecuentemente señalan como puntos de desacuerdo con los neoconservadores las posturas frente al intervencionismo militar, la inmigración ilegal y las cantidades de inmigrantes legales permitidas, el multiculturalismo, la discriminación positiva y la ayuda al desarrollo, a lo cual se oponen. También critican las prestaciones sociales y la socialdemocracia.
Otra característica común del movimiento, relacionada con el ideal demográfico y el carácter tradicionalista del movimiento, es la oposición al aborto.
Se pueden caracterizar parte de las ideas paleoconservadoras en la creencia de que la familia es el centro de nuestras raíces  por lo que debe ser conservada no solo mediante lazos sanguíneos sino también mediante la cultura y la tradición de pensamiento que lleva esta.
Los paleoconservadores consideran la familia como el pilar central de la sociedad, y a su vez, ven en esta una forma fundamental de mantener la sociedad no sólo del pasado sino también las futuras generaciones que van a recibir ese legado.

## Historia paleoconservadora en los Estados Unidos

### Agrarismo Jeffersoniano (1787)

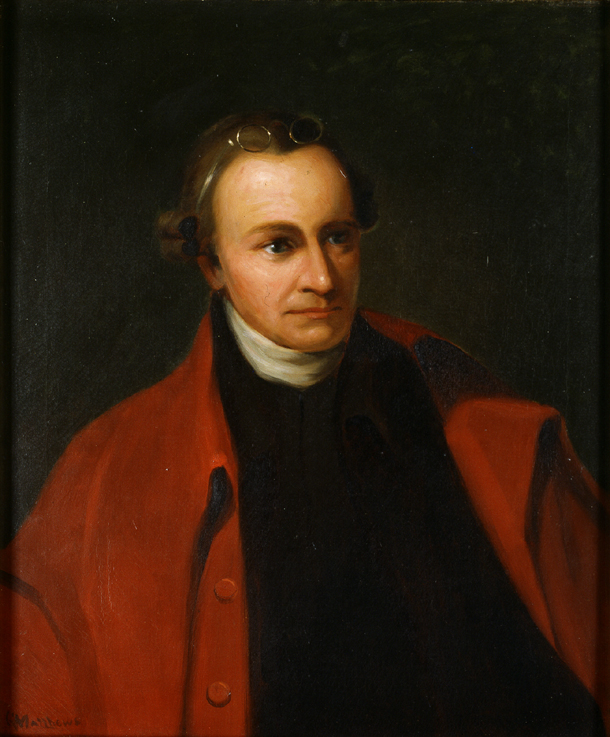
Patrick Henry, 2 veces gobernador de Virginia y uno de los principales integrantes del bando Anti federalista.

Aunque los paleoconservadores no nacen hasta el New Deal y no se diferencian de los otros conservadores hasta la década de los 80, las ideas provienen del siglo XVIII cuando se escribe los Artículos de la Confederación donde se remarcan poderes muy descentralizados, entonces como oposición nace un grupo liderado por James Madison y Alexander Hamilton quienes buscaban un país más centralizado y fuerte. En 1787 este grupo propone revisar los artículos para reformarlos, pero no lo hacen, al contrario desechan todos y empiezan escribir una nueva constitución.
Ante este movimiento los simpatizantes de los Artículos de la Confederación crearon el grupo Anti federalista liderado por Thomas Jefferson, Patrick Henry y George Mason además de otros campesinos. Este grupo logra escribir la Bill of Rights una serie de enmiendas que protegen los individuos del estado.

### New Deal (1940)
Los paleocons (aunque no se les nombrara así) volvió a estar en el plano político americano durante la administración de Franklin D. Roosevelt. Este grupo no se diferenciaba de otros republicanos como en el siglo XVIII o en la década de los 50, simplemente estaban en contra de las políticas centralistas del presidente Roosevelt, consiguientemente los principales objetivos de este grupo fue el fin de las regulaciones y el limitar el gobierno.

### Elecciones Primarias del Partido Republicano (1952)
Para la contienda por la presidencia de los Estados Unidos en 1952, el partido Republicano nomino a 4 candidatos: Earl Warren, Harold Stassen, Dwight D. Eisenhower y Robert A. Taft, pero los principales eran los dos últimos.

#### Robert A. Taft

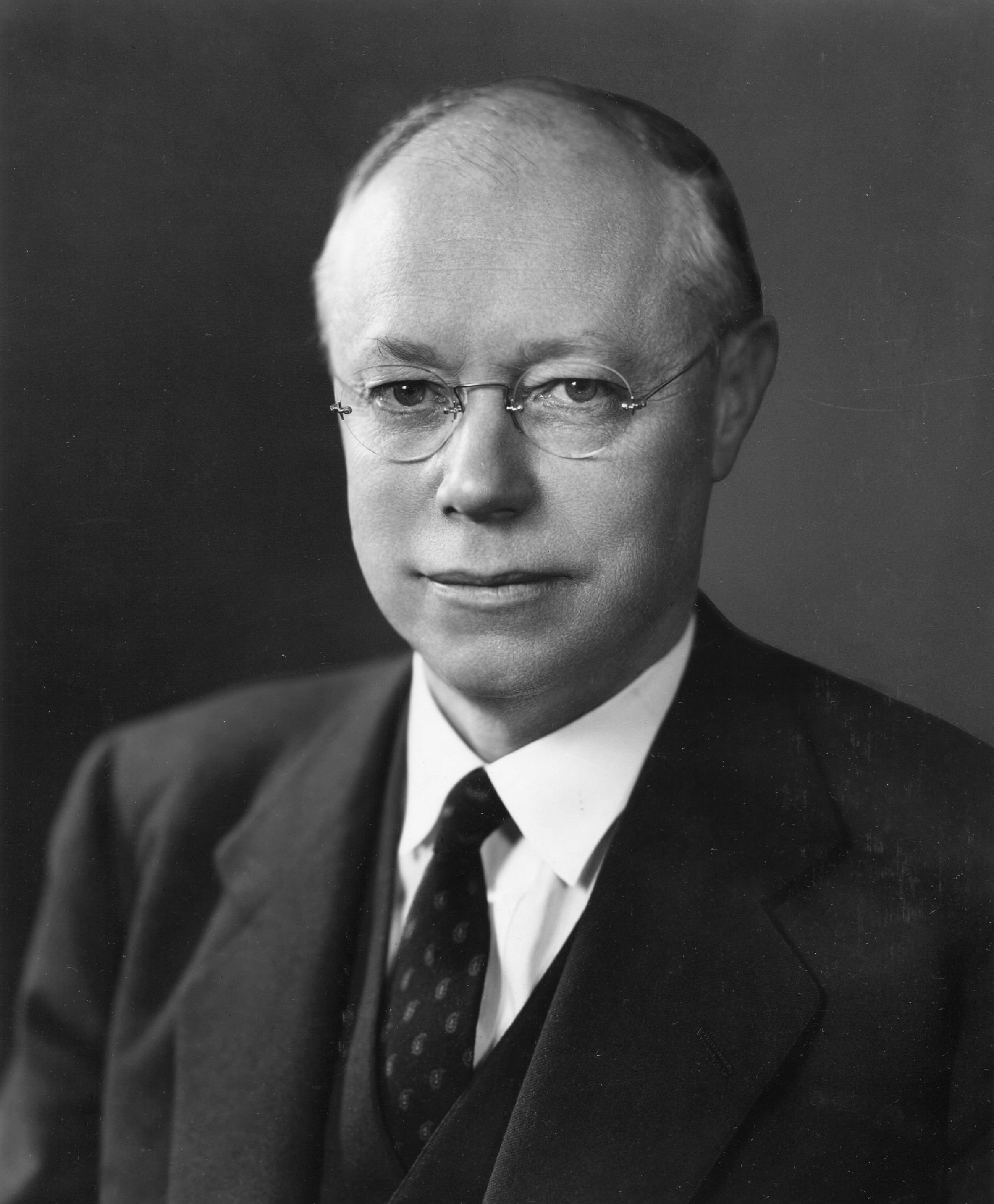
Robert A. Taft, de Ohio, fue candidato presidencial de los Estados Unidos en 1952, y uno de los principales autores del paleoconservadurismo del.

Taft nació el 8 de septiembre de 1889 en Cincinnati y fue hijo del expresidente número 27 William Howard Taft. Fue integrante de los paleocons de 1940 oponiéndose a las políticas del New Deal y además de la Old Right. Su relación con el establishment presente en el partido Republicano en esa época era áspera y por esta razón le negaron nominaciones en varias ocasiones, aunque con este logro ser senador por Ohio en 1939 junto a sus políticas anti intervencionistas y liberales. Fue uno de los principales políticos republicanos después de la gran depresión, a pesar de esto el partido nunca se lo agradeció pero dejó una huella es este que se reavivaría muchos años después.

#### Dwight E. Eisenhower
Eisenhower era el polo opuesto, nació el 14 de octubre de 1890, fue Gobernador Militar en Alemania, Jefe Mayor del Ejército de los Estados Unidos y Comandante Supremo durante la Primera Guerra Mundial. La campaña electoral lo presentaba como un hombre carismático y un héroe nacional, es complicado decir si fue el fundador del neoconservadurismo pero si fue el que más le importancia le dio pues desde él hasta George W. Bush los presidentes republicanos fueron de tendencia neoconservadora. Además fue el presidente que más gastos militares ha hecho.

### Década de los 80
Durante esta década los conservadores estadounidenses empezaron a emplear los términos Paleoconservadurismo y Neoconservadurismo para diferenciarse, el presidente de aquel momento era Ronald Reagan que no simpatizaba con estas ideologías, era un liberal conservador, pero el vicepresidente y más tarde presidente George H. W. Bush durante su administración utilizó con demasía las políticas neoconservadoras, llegando al momento de incumplir una de sus promesas de campaña la cual fue la reducción de impuestos.

### Donald Trump (2016)
En el 2015 el empresario Donald J. Trump anunció su candidatura para las elecciones presidenciales de Estados Unidos, sus principales políticas fueron paleoconservadoras por ejemplo: 
En su discurso de anuncio, Trump prometió que construiría "un gran, gran muro" en la frontera entre Estados Unidos y México , y enfatizó esa propuesta a lo largo de su campaña, afirmando además que México pagaría la construcción del muro. Trump propuso una represión más amplia contra la inmigración ilegal y, en una  declaración del 6 de julio , afirmó que el gobierno mexicano está "forzando a las personas más indeseables a ingresar a los Estados Unidos" - "en muchos casos, criminales, traficantes de drogas , violadores, etc. " 
En declaraciones hechas después de los ataques de París en noviembre de 2015 , Trump declaró que apoyaría una base de datos para rastrear a los musulmanes en los Estados Unidos y ampliar la vigilancia de las mezquitas. El apoyo de Trump a una base de datos musulmana estadounidense "provocó fuertes reprimendas de sus rivales presidenciales republicanos y la incredulidad de los expertos legales".

## La herencia conservadora
Los paleoconservadores defienden el legado que han dejado las enseñanzas en el ideal, por la larga historia de personajes conservadores y de libertadores que defendieron los ideales; aunque estuviera gran parte de la sociedad en favor o en contra de ellos.
Debido a ello, los paleoconservadores que viven en Estados Unidos particularmente, están en contra de conflictos tales como la guerra en Irak, ya que no ven nada conservador en estos conflictos y consideran que estos dañan tanto a la Iglesia como a la cultura en general. Cabe decir que este tipo de conservadurismo defiende en especial a la Iglesia, porque esta fue y colaboró con gran parte de las ideas que dieron lugar a los procesos en contra de sistemas comunistas.
A su vez defienden a pensadores como Burke y Kirk, y gran parte de los planteamientos de éstos son usados como fuente del ideal; principalmente, como se ha mencionado, la tradición familiar y cultural, el cambio cuando es necesario (no cambio por cambiar), el evitar conflictos sin sentido así como influencias de personas con interés propios, por todo esto los paleoconservadores son ajenos a incentivar conflictos y disputas internacionales; en ese sentido son de tendencia aislacionista.